# مظفر شريف
مظفر شريف (بالتركية: Muzafer Sherif)‏ ( يوليو 1906 - 16 أكتوبر 1988) عالم نفس اجتماعي تركي أمريكي. ساعد في تطوير نظرية الحكم الاجتماعي ونظرية الصراع الواقعي.
يُعتبر شريف مؤسس علم النفس الاجتماعي الحديث الذي طور العديد من التقنيات الفريدة والقوية لفهم العمليات الاجتماعية، وخاصة المعايير الاجتماعية والصراع الاجتماعي. وقد تم استيعاب العديد من مساهماته الأصلية في علم النفس الاجتماعي في الميدان بحيث أن دوره في التنمية والاكتشاف قد اختفى تماما. وقد أعادت عمليات إعادة صياغة علم النفس الاجتماعي إسهاماته على النحو الممنوح، وأعادت تقديم أفكاره على أنها جديدة.